# 猫ちぐら

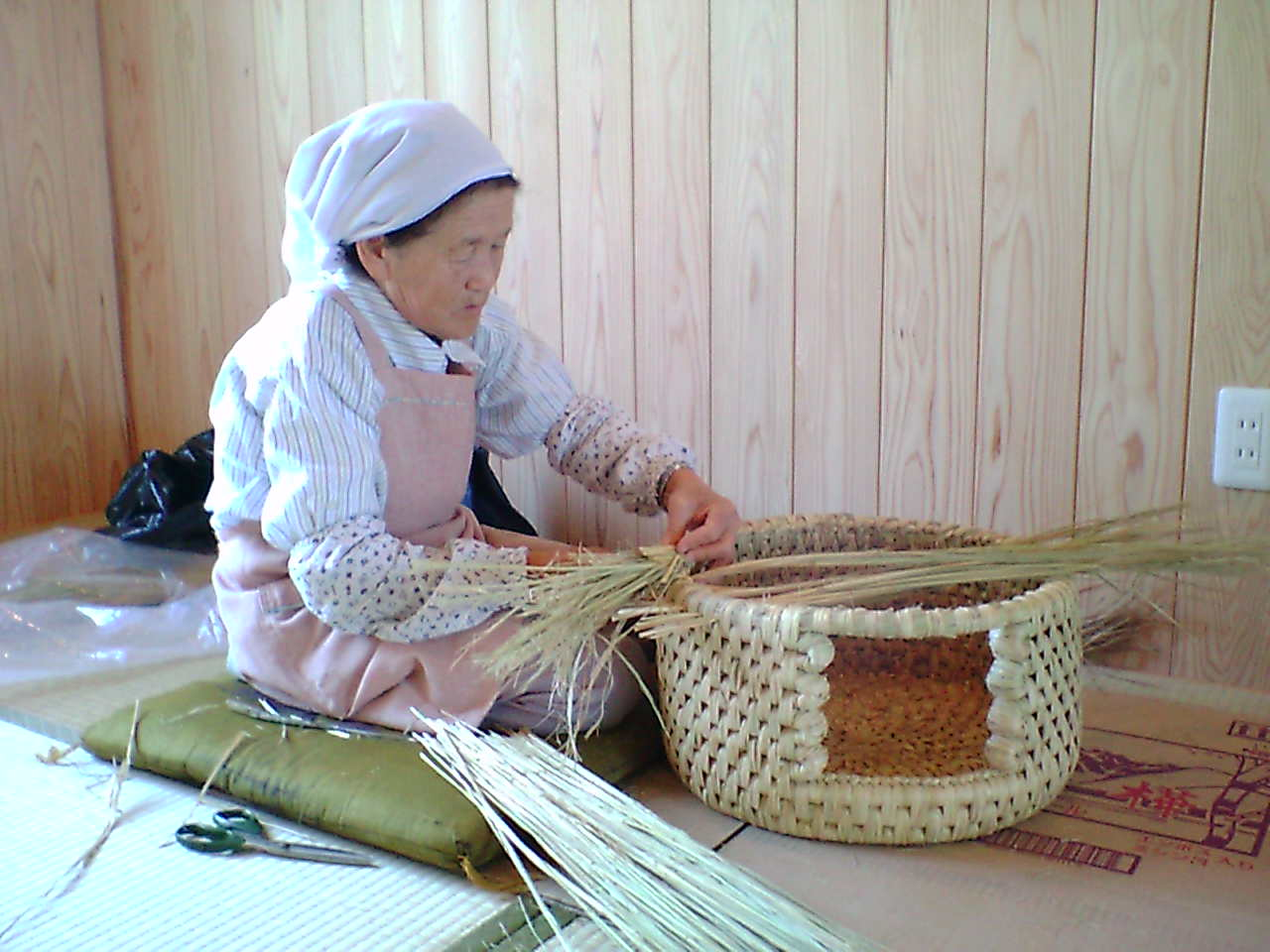
道の駅関川における猫ちぐらの製作実演風景

猫ちぐら（ねこちぐら）、猫つぐら（ねこつぐら）とは、新潟県および長野県産の稲わらや紙紐を編んで作った猫用の寝床の一種。新潟県関川村、秋山郷（新潟県津南町と長野県栄村）、新潟県長岡市小国・山古志、新潟県出雲崎町の民芸品である。関川村および長岡市山古志、出雲崎町では「猫ちぐら」と呼び、秋山郷および長岡市小国では「猫つぐら」と呼ぶ。

## 概要
猫ちぐらの原型は、人間のあかんぼう用に藁（わら）で編んだゆりかご「つぐら」:74（または「ちぐら」）。あかんぼうを入れて田んぼのあぜ道の目の届くところに置き、農作業をしながら子どもをあやしていたが、それがいつの間にか飼い猫のためにもつくるようになった。

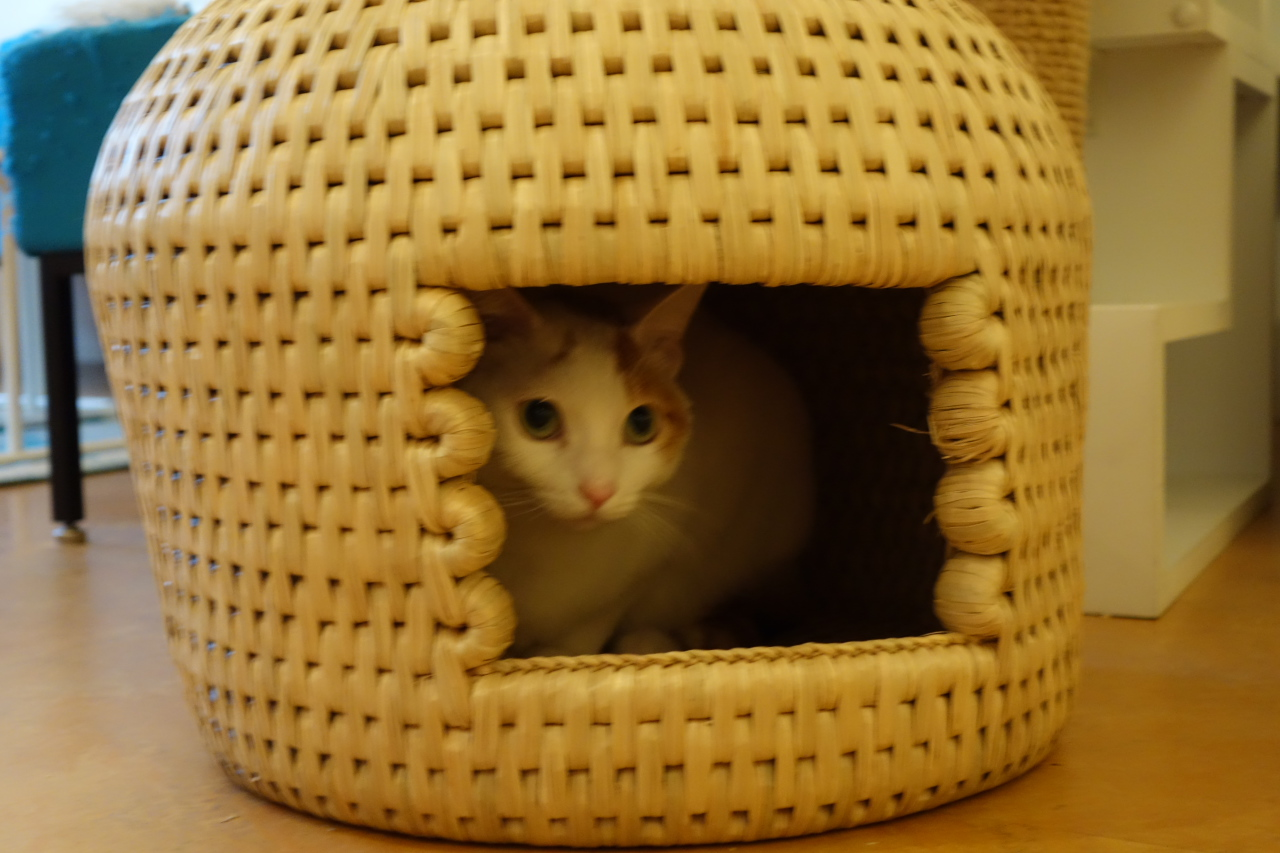
猫ちぐらに入っているねこ

現代になって猫用に作られたちぐら（つぐら）は、かまくら型のものが一般的に認められ、広く行き渡っている。また、製作者の創意により種々の形状があり、屋根に開口部を設けた傍系も存在する。猫は暗いところ、狭いところに入り込む習性があるため、猫ちぐら（猫つぐら）を与えられると自分から喜んで入るという。
なお、作り手（作家）それぞれの作品には作風があり、名人と呼ばれる存在が各地にいるが、高齢化が進み人数の減少が顕著なため、若手作家の育成が急務と言われている。猫ちぐら（猫つぐら）1個を作るために、製作に要する日数は約1週間。使用するわらはコシヒカリ約20把である。
長野県栄村にある平滝郵便局では、2014年10月1日より風景印に猫つぐらがデザインされているものを使用している。

## 歴史

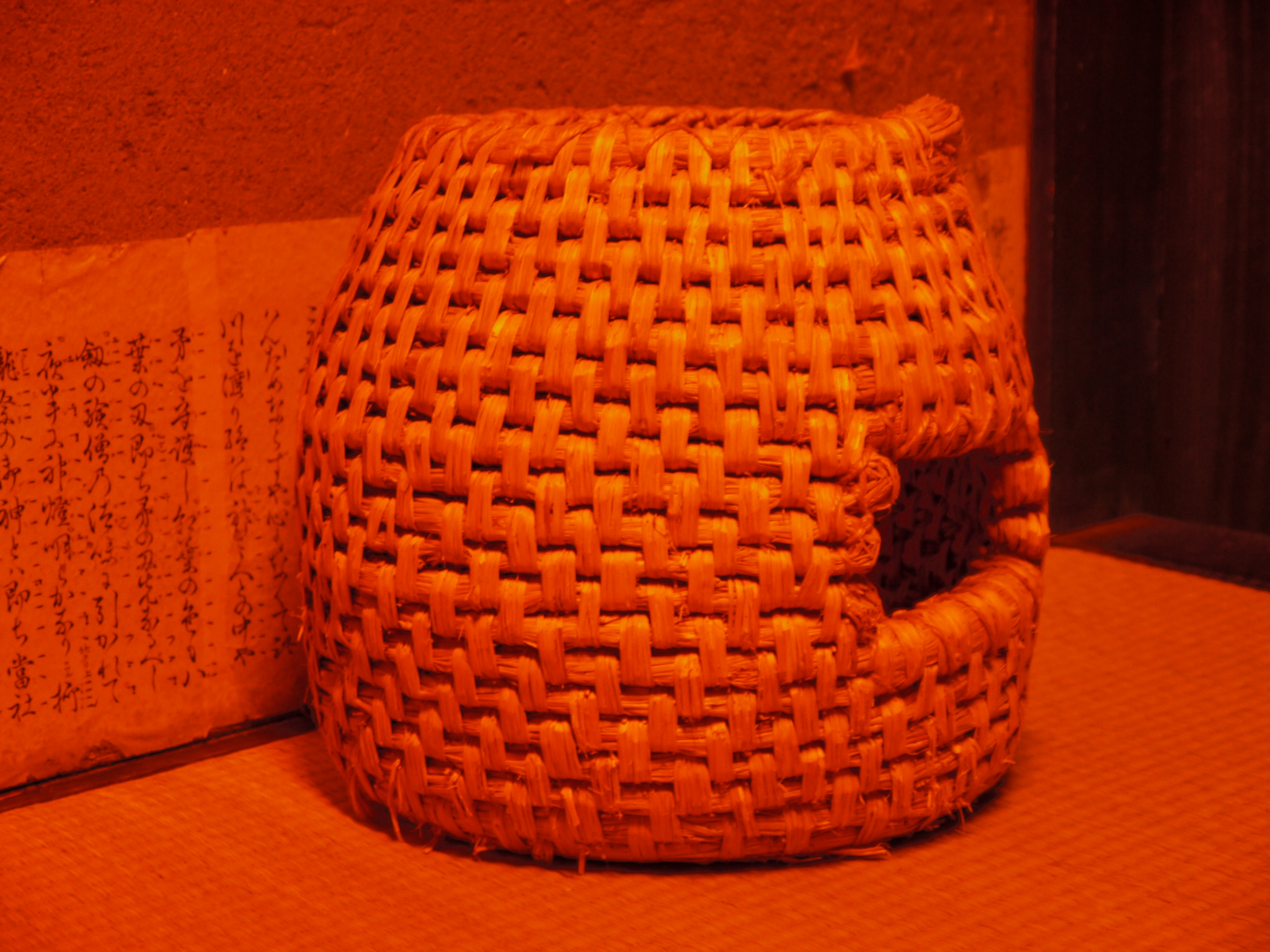
江戸後期の猫ちぐら（深川江戸資料館）

江戸後期には江戸でも用いられていた。浮世絵師の歌川広重 (3代目)は『百猫画譜』第八号十頁表「猫ちぐら」にて猫ちぐらに猫が入っている様子を描いている。また、深川江戸資料館に再現されたものは猫が上から出入りするようになっており、横の口は覗き窓となっている。
関川村においては、村の豪農の番頭が愛猫のために作ったのが始まりだとも言い伝えられており、村の古老の記憶では、大正時代にはすでに猫ちぐらがあったという。
1980年頃から商品として売り出されている。

## 特徴
- 材料に藁を使用している。わらは保温性が高く、通気性があるので冬温かく、夏は快適[9]。耐久性を向上させるため紙紐や紐状の合成樹脂素材を混ぜ編むこともある。
- 注文してから商品が届くまで数年待ちであるため[12]、藁以外の材料（紙紐[注 1]、クラフトペーパー[注 2]、イグサ、籐、ウォーターヒヤシンスなど）で作られた模造品が、インターネットオークションなどで販売されている。

作品例
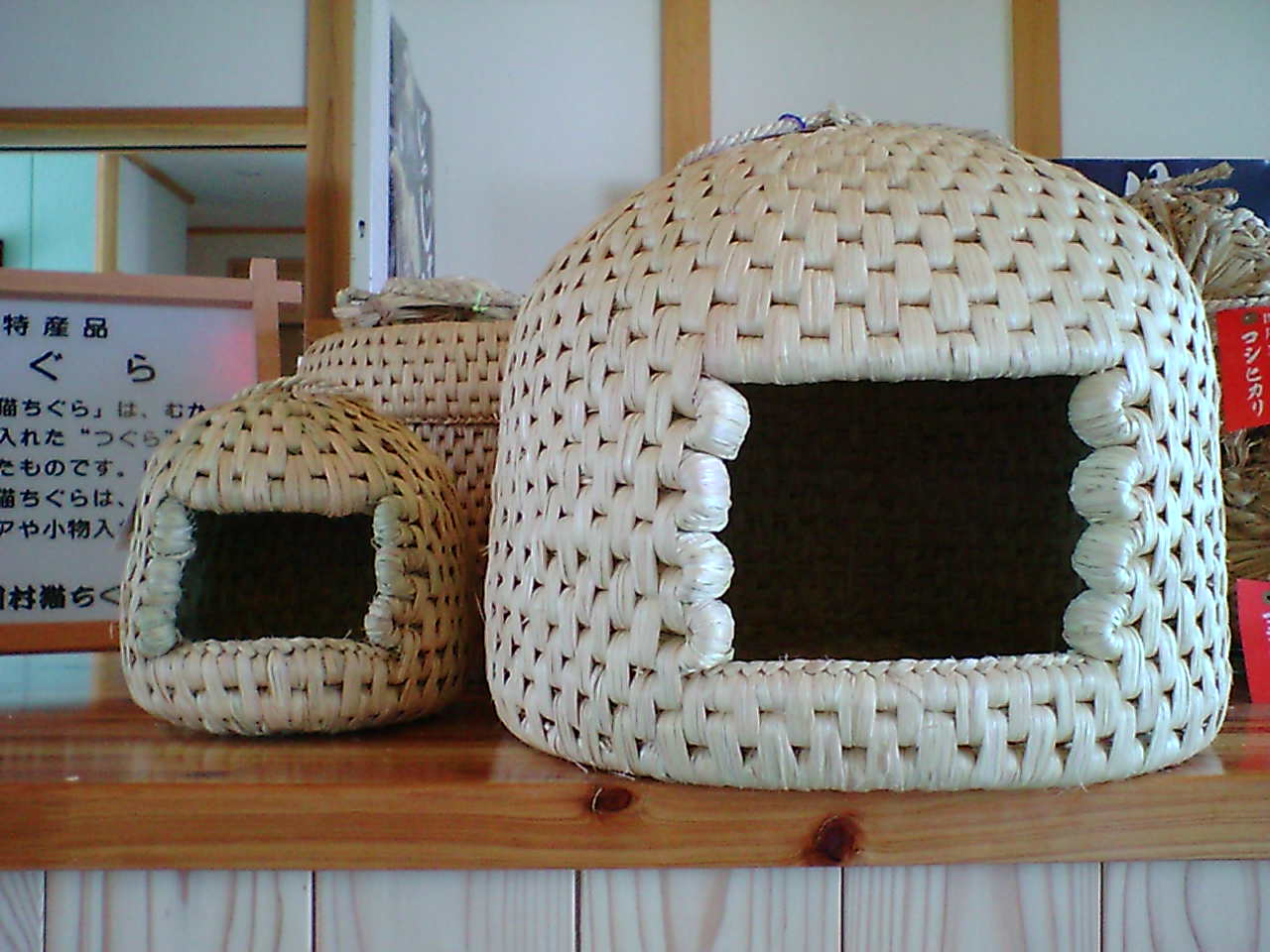
猫ちぐら（関川村）
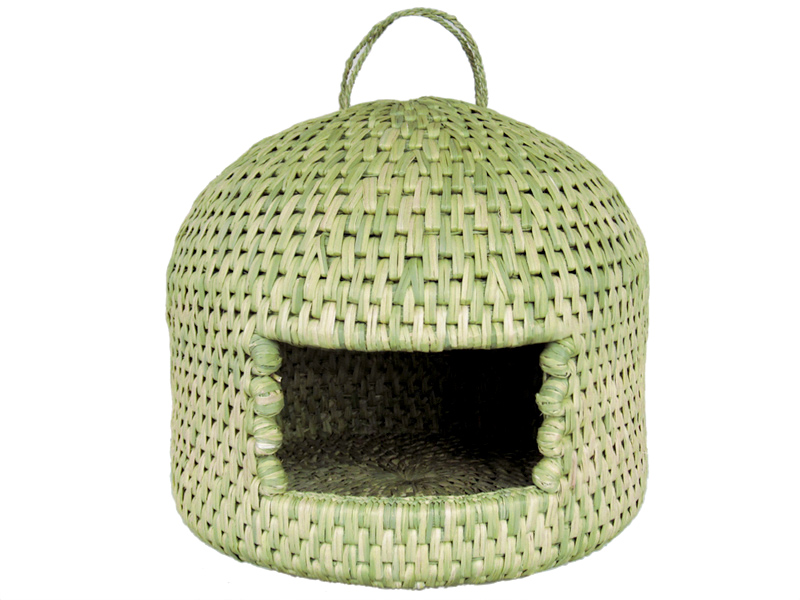
猫つぐら（長岡市小国）
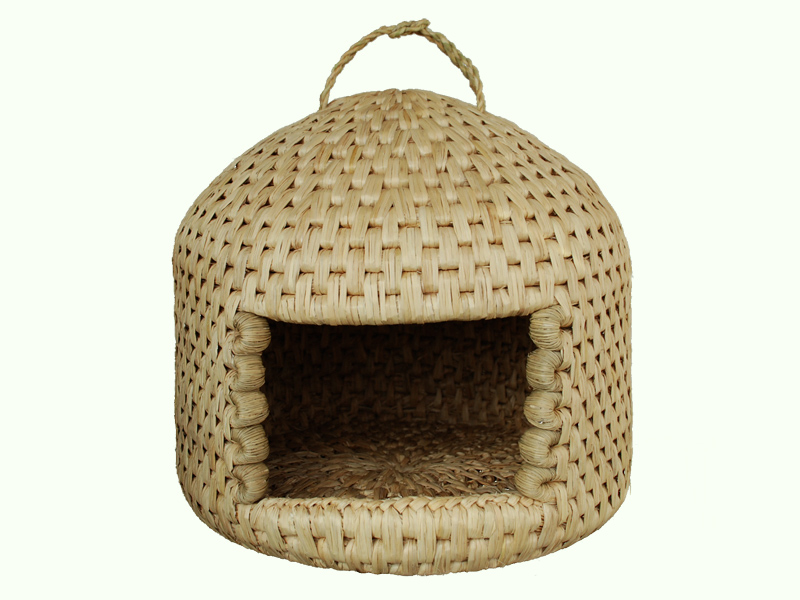
猫ちぐら（出雲崎町）
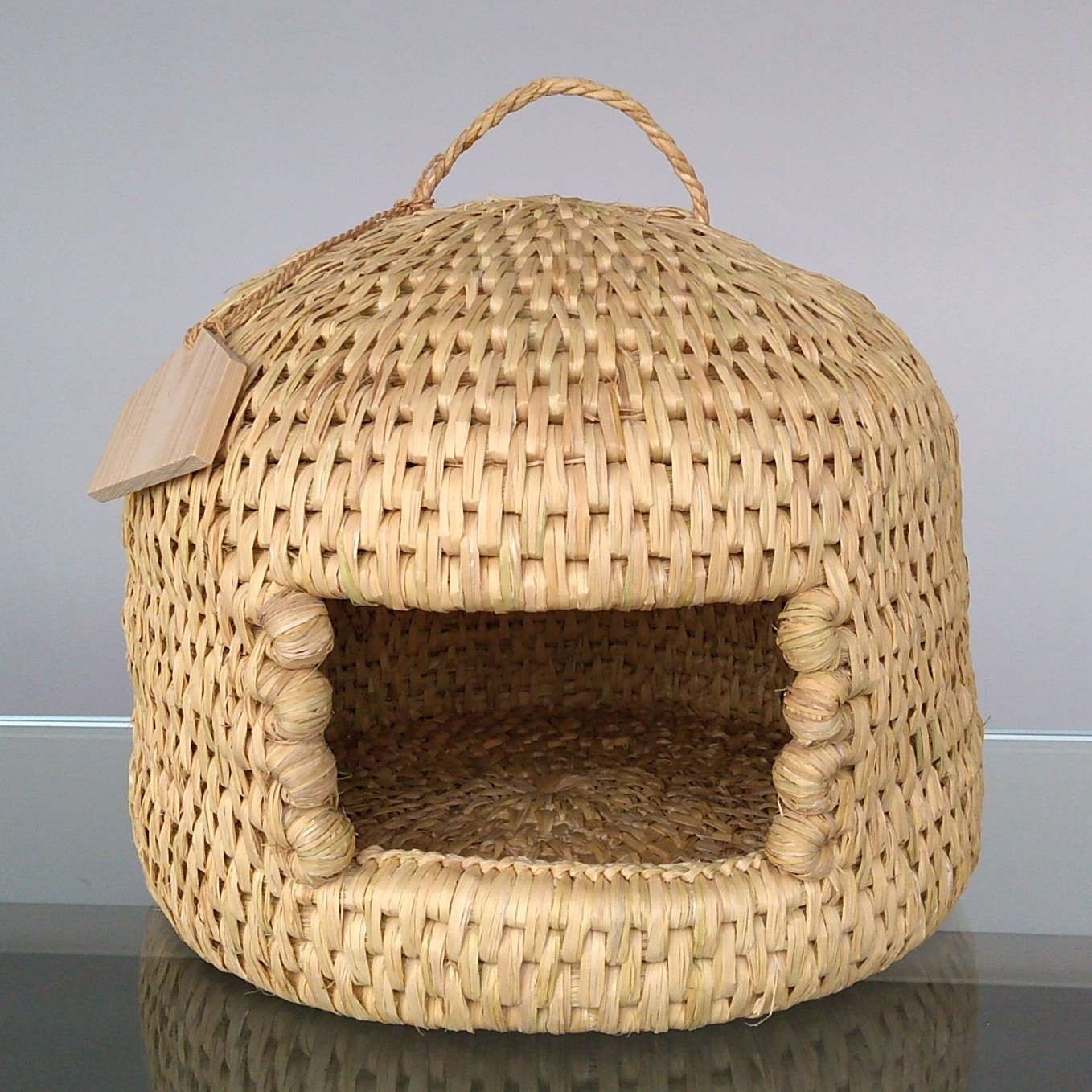
猫つぐら（秋山郷）

## その他

いやしの猫のモニュメント

関川村のお野立公園には猫ちぐらのオブジェ「いやしの猫のモニュメント」がある。このオブジェは、漫画「魔法陣グルグル」の巻末のオマケマンガにおいて「猫ちぐら」とともに紹介されたことがある:184。